# Johannes Gartner
Johannes Gartner OSB (* 25. Mai 1940 in Wien, Österreich als Gerhard Gartner; † 20. Februar 2020) war ein österreichischer Benediktiner. Er wirkte von 2000 bis 2010 als 7. Abt der Abtei Seckau.

## Leben
Sein Vater Leopold Gartner war Landesschulinspektor und Bürgermeister in Weikendorf. Während seiner Zeit in der Unterstufe des Realgymnasiums (1950 bis 1954) bei den De-La-Salle-Schulbrüdern in Strebersdorf lernte er das Ordensleben kennen; zur Matura kam er an das Melker Stiftsgymnasium. Nach der Matura in Melk studierte er an der Universität Wien Klassische Philologie und schloss 1963 mit der Promotion zum Dr. phil. und der Lehramtsprüfung in Latein und Griechisch ab. Seit 1959 war er Mitglied der katholischen Studentenverbindung KÖHV Nordgau Wien im ÖCV.
Nach der Promotion wirkte er als Lehrer am Stiftsgymnasium Seitenstetten und studierte gleichzeitig Theologie; am 29. Juni 1967 wurde er für das Bistum St. Pölten zum Priester geweiht; sein erstes Jahrzehnt war er in der Schule und als Seelsorger engagiert. 1978 wurde er als Rektor des Diözesanen Bildungshauses St. Hippolyt in St. Pölten; von 1980 bis 1984 diente er als Spiritual des Priesterseminars.
Gartner trat am 13. August 1984 in das Seitenstettener Noviziat ein und legte vier Jahre später die Feierliche Profess ab. Im Stift wurde er zum Novizen- und Klerikermagister ernannt und unterrichtete weiterhin am Seitenstettner Stiftsgymnasium. Ebenso hatte er einen Lehrauftrag an der theologischen Hochschule St. Pölten.
Als die Seckauer Mönche ihn 1997 zum Nachfolger von Abt Athanas Recheis postulierten, lehnte Gartner zunächst ab. Am 26. Juni 2000 traten sie wieder an ihn heran; inzwischen war er als Gymnasiallehrer pensioniert und nahm die Wahl an. Am 23. September d. J. erteilte ihm Diözesanbischof Johann Weber die Abtsweihe. Als Wahlspruch wählte er die Worte aus der Bergpredigt und der Regel: Primum Regnum Dei – Zuerst das Reich Gottes.
Mit Erreichen des 70. Lebensjahres legte Gartner sein Amt nieder, wie es das Ordensrecht der Beuroner Kongregation vorsieht, und kehrte nach Seitenstetten zurück. Dort betreute er die dem Stift anvertraute Pfarre Allhartsberg bis zu einem schweren Schlaganfall am 2. November 2016.

## Werke (Auswahl)
- Die handschriftliche Überlieferung der Regula Benedicti in Österreich. Wien: Dissertation, 1962.
- Der Faden nach oben. Meditationen. St. Pölten–Wien: Niederösterreichisches Pressehaus, 1982.
- Blumen aus der Wüste. Predigten. Wien–München: Herold, 1983.
- Wallfahrtskirche Maria Seesal. Geschichte und Beschreibung. Seitenstetten: Eigenverlag 1986.
- Geschichte der Pfarre Ollersbach-Kirchstetten. Ollersbach: Pfarre Ollersbach-Kirchstetten, 1988.
- (mit Berthold Heigl) Psiathion. Meditationen zum 2. Buch der Dialoge Papst Gregors des Großen. Seitenstetten: Eigenverlag 42000.
- (mit Josef Leithner), Leben und Wunder des heiligen Abtes Berthold von Garsten (1110–1142). Wels: The Best Kunstverlag, 2012.

## Herausgeberschaft (Auswahl)
- (mit Michaela Puzicha und Plazidus Hungerbühler), Quellen und Texte zur Benediktusregel. St. Ottilien: EOS Verlag, 2007.

| Personendaten    | Personendaten                                       |
| ---------------- | --------------------------------------------------- |
| NAME             | Gartner, Johannes                                   |
| ALTERNATIVNAMEN  | Gartner, Gerhard (ursprünglicher Name)              |
| KURZBESCHREIBUNG | österreichischer Benediktiner, Abt der Abtei Seckau |
| GEBURTSDATUM     | 25. Mai 1940                                        |
| GEBURTSORT       | Wien                                                |
| STERBEDATUM      | 20. Februar 2020                                    |